# Đạo luật Magnuson
Đạo luật Magnuson hay Đạo luật hủy bỏ sự ngăn chặn người Trung Hoa năm 1943 là một đạo luật do Dân biểu (sau này là Thượng nghị sĩ) Warren G. Magnuson của tiểu bang Washington đề xuất và được ký ban hành ngày 17 tháng 12 năm 1943 ở Hoa Kỳ. Nội dung đạo luật là về việc cho phép dân Trung Hoa được nhập cư vào Mỹ sau khi Đạo luật ngăn chặn người Trung Hoa được ban hành năm 1882. Đạo luật này còn cho phép một số dân nhập cư Trung Hoa đang sinh sống tại Hoa Kỳ được phép trở thành công dân nước này. Đạo luật đánh dấu lần đầu tiên kể từ khi Đạo luật nhập quốc tịch năm 1790 quy định rằng bất kỳ người Á châu nào cũng được phép nhập tịch Mỹ. Tuy vây, Đạo luật Magnuson vẫn tiếp tục kéo dài quy định cấm dân Trung Hoa sở hữu tài sản và doanh nghiệp. Tại nhiều tiểu bang, người Mỹ gốc Hoa (gồm cả những người đã là công dân Mỹ) không có quyền sở hữu tài sản cho đến tận khi Đạo luật Magnuson bị bãi bỏ hoàn toàn năm 1965.
Đạo luật Magnuson được thông qua ngày 17 tháng 12 năm 1943, ngay vào năm mà Trung Hoa Dân quốc trở thành thành viên chính thức trong Khối Đồng Minh thời Chiến tranh thế giới thứ hai. Mặc dù nhiều người đánh giá đây là một bước tiến tích cực nhưng đạo luật vẫn giới hạn dân nhập cư Trung Hoa, chỉ cho phép cấp 105 visa nhập cảnh mỗi năm. Hạn mức visa do Đạo luật nhập cư năm 1924 quy định, theo đó thì xét nhập cư cho dân từ các quốc gia có người nhập cư mang quốc tịch quốc gia đó chiếm 2% dân số Hoa Kỳ năm 1890. Tuy nhiên, con số 105 dành cho dân Trung Hoa thì thấp hơn hẳn mức đó (đúng ra phải là 2.150 visa/năm vì lượng dân Trung Hoa sống ở Hoa Kỳ năm 1890 là 107.488 người). Cho dù không xét đến phương pháp tính toán thì số dân Trung Hoa được nhập cư cũng không tương xứng khi so sánh với số dân mang quốc tịch và sắc tộc khác.